# Thirty Flights of Loving
Thirty Flights of Loving — приключенческая игра от первого лица, разработанная Брендоном Чангом под брэндом Blendo Games. Она была выпущена в августе 2012 года для Microsoft Windows, в ноябре 2012 года для OS X и в декабре 2021 года для Linux. Игра является непрямым продолжением Gravity Bone (2008) и повествует о том же герое, безымянном шпионе. По сюжету игры три человека планируют кражу алкоголя и сталкиваются с последствием операции.
Thirty Flights of Loving была разработана для кампании Kickstarter, организованной командой подкаста Idle Thumbs. В игре используется модифицированная версия движка id Tech 2, изначально разработанного для Quake 2. Композитором выступил Крис Ремо из команды Idle Thumbs. Игра получила в основном положительные отзывы критиков. 25 июля 2016 года вышло продолжение игры, названное Quadrilateral Cowboy.

## Игровой процесс
Thirty Flights of Loving — приключенческая игра от первого лица, на прохождение которой уходит около 15 минут. Используя мышь и клавиши WASD, игрок управляет протагонистом, безымянным шпионом, участвующим в операции по краже алкоголя. Напарниками игрока выступают два неигровых персонажа: эксперт по взрывчатке Анита и фальшивомонетчик Борхес. В игре представлена подготовка к ограблению и его последствия; сама операция в игре не показана, однако упоминается, что она пошла не по плану.
В отличие от Gravity Bone, в Thirty Flights of Loving используется нелинейный нарратив — игрок должен самостоятельно собрать события в историю. Игрок может перемещаться по игровому миру и подбирать различные объекты; некоторые объекты при взаимодействии раскрывают, что нужно сделать для дальнейшего продвижения по сюжету. Также несколько раз за игру персонажу будут доступны опциональные действия, такие как распитие алкоголя.

## Разработка
Thirty Flights of Loving была разработана Blendo Games, студией Брендона Чанга. Ранее Чанг работал дизайнером уровней в Pandemic Studios, где поучаствовал в создании Full Spectrum Warrior и The Lord of the Rings: Conquest. При разработке Thirty Flights of Loving была использована модифицированная версия KMQuake II — порта id Tech 2, графического движка Quake II. Чанг решил, что несмотря на его опыт работы с новыми «мощными и гибкими» инструментами, ему сподручнее использовать старые движки, поскольку их код был сделан открытым, «так что можно и дальше распространять их бесплатно». Исходный код Thirty Flights of Loving был опубликован под второй версией GNU General Public License.
Изначально игра задумывалась как прототип Gravity Bone, однако разработка была заброшена, поскольку в игре было слишком много диалогов. Однако Чанг вспомнил об этой идее, когда с ним связалась команда подкаста Idle Thumbs и предложила разработать игру для их кампании на Kickstarter. Основная фаза разработки, включающая в себя создание всего контента игры, заняла три месяца. Ещё несколько месяцев ушло на доработку игры и исправление багов. При разработке Thirty Flights of Loving Чанг использовал множество ассетов Gravity Bone. В остальном он использовал Blender для создания моделей, Audacity для обработки аудио, Adobe Photoshop для рисования текстур и GtkRadiant для создания уровней.
Для Thirty Flights of Loving был создан прототип симулятора поглощения еды от первого лица. В разработанном эпизоде протагонист «наслаждался уличной лапшой». Однако от этой идеи было решено отказаться, и в финальную версию игры вошёл эпизод с ездой на мотоцикле. Сцена перестрелки, представленная в игре, по задумке должна была иметь «музыкальный ритм» — это было вдохновлено фильмами «Койяанискаци» и «Барака». Последний уровень игры смоделирован по образу Французского национального музея естественной истории. Thirty Flights of Loving стала седьмой игры серии Citizen Abel, разрабатываемой Чангом; первые две игры были запрограммированы в 1999 году, три последующие вышли между 2000 и 2004, а шестая игра, Gravity Bone (2008), стала первой представленной широким массам. В подкасте Tone Control Чанг заявил, что действие всех его игр, включая Thirty Flights of Loving, разворачивается в общей вселенной.
Thirty Flights of Loving, как и Gravity Bone, наполнена отсылками и пасхальными яйцами. По ходу игры упоминаются фильмы «Три дня Кондора» и «Разговор», режиссёры Стивен Содерберг и Квентин Тарантино, игры Zork и Saints Row: The Third, мультсериалы «Озорные анимашки» и «Чудеса на виражах», и многое другое. В отличие от большей части творчества Чанга, Thirty Flights of Loving не выстроена вокруг определённой музыкальной композиции. Музыку для игры написал Крис Ремо из команды Idle Thumbs, а дополнительные звуки помогли записать Джаред Эмерсон-Джонсон и А. Дж. Локасцио. Также был использован саундбанк Soundsnap.
Анонс Thirty Flights of Loving прошёл в феврале 2012 года как часть кампании Kickstarter, организованной командой подкаста Idle Thumbs. Idle Thumbs связались с Чангом по поводу возможного сиквела Gravity Bone, который они хотели видеть в качестве одной из наград краудфандинговой кампании. Спонсоры кампании получили доступ к Thirty Flights of Loving в июле 2012 года, за месяц до официального выпуска. В эту версию входил эксклюзивный «режим Голдблюма», заменяющий модель протагониста на актёра Джеффа Голдблюма. В августе 2012 года игра стала доступна для покупки в Steam. В ноябре 2012 года была выпущена версия для OS X, а в декабре 2021 года — для Linux.

## Отзывы
| Сводный рейтинг    | Сводный рейтинг |
| Агрегатор          | Оценка          |
| ------------------ | --------------- |
| Metacritic         | 88/100          |
| Иноязычные издания |                 |
| Издание            | Оценка          |
| Destructoid        | 9,5/10          |
| Edge               | 9/10            |
| Eurogamer          | 9/10            |
| IGN                | 8/10            |

Thirty Flights of Loving получила в основном положительные оценки критиков, средний балл игры на Metacritic составляет 88 из 100 на основе 10 рецензий. Патрик Ханкок из Destructoid оценил игру в 9,5 баллов из 10, заявив: «ваш взгляд на линейное повествование больше никогда не будет прежним».
Кэролайн Пети в рецензии для GameSpot написала: «в Thirty Flights of Loving игрок получает удовольствие от того, что не представлено не экране» — такие события, как ограбление, протекают в воображении игрока. Грэм Смит из PC Gamer похвалил минималистичное повествование, зявив, что Thirty Flights of Loving «рассказывает за 13 минут то, на что большинству игр потребовалось бы 13 часов». Марк Браун из Wired UK описал игру как «наглую, супер-короткую, кубическую криминальную драму», отметив, что Чанг «раскручивает запоминающуюся историю, преподносит её с уверенностью и размахом, … используя для этого движок 15-летней давности, без озвучки, за 20 минут». Натан Менье из IGN отметил, что игра «многообещающе начинается, после чего бросает в шредер абсолютно все ожидания, которые вы могли выстроить за первые несколько минут игры». Коллектив журнала Edge посчитал Thirty Flights of Loving «интригующим психологическим триллером, который выглядит как смесь Уэса Андерсона с Хичкоком».
Thirty Flights of Loving стала финалистом награды за повествование на Independent Games Festival в 2013 году, однако победителем стала Cart Life (2011) Ричарда Хофмейера.

## Продолжение
Следующая игра Чанга, Quadrilateral Cowboy, разворачивается в той же вселенной, что и Gravity Bone с Thirty Flights of Loving, но не является прямым сиквелом. Она рассказывает о хакере, руководящего агентами, проникающими в здания и ворющими документы. В отличие от предыдущих игр Чанга, Quadrilateral Cowboy использует движок id Tech 4, разработанный для Doom 3.